# Parhaplothrix sulphureus
Parhaplothrix sulphureus là một loài bọ cánh cứng trong họ Cerambycidae.